# Van Wert County
Van Wert County ist ein County im Bundesstaat Ohio der Vereinigten Staaten. Der Verwaltungssitz (County Seat) ist Van Wert.

## Geographie
Das County liegt im Nordwesten von Ohio, grenzt im Westen an Indiana und hat eine Fläche von 1063 Quadratkilometern, wovon ein Quadratkilometer Wasserfläche ist. Es grenzt im Uhrzeigersinn an folgende Countys: Paulding County, Putnam County, Allen County, Auglaize County, Mercer County, Adams County (Indiana) und Allen County (Indiana).

## Geschichte
Van Wert County wurde am 12. Februar 1820 aus Teilen des Darke County gebildet und am 18. März 1837 abschließend organisiert. Benannt wurde es nach Isaac Van Wart, einem Soldaten und wichtiger Figur im Amerikanischen Unabhängigkeitskrieg. Mit zwei anderen Soldaten war er an der Festnahme des Spions John André beteiligt.
Sechs Bauwerke und Stätten des Countys sind im National Register of Historic Places eingetragen (Stand 19. Mai 2018).

## Demografische Daten

Alterspyramide des Van Wert County

Nach der Volkszählung im Jahr 2000 lebten im Van Wert County 29.659 Menschen in 11.587 Haushalten und 8.354 Familien. Die Bevölkerungsdichte betrug 28 Einwohner pro Quadratkilometer. Ethnisch betrachtet setzte sich die Bevölkerung zusammen aus 97,43 Prozent Weißen, 0,75 Prozent Afroamerikanern, 0,11 Prozent amerikanischen Ureinwohnern, 0,19 Prozent Asiaten und 0,75 Prozent aus anderen ethnischen Gruppen; 0,77 Prozent stammten von zwei oder mehr Ethnien ab. 1,56 Prozent der Bevölkerung waren spanischer oder lateinamerikanischer Abstammung.
Von den 11.587 Haushalten hatten 32,9 Prozent Kinder und Jugendliche unter 18 Jahre, die bei ihnen lebten. 60,2 Prozent waren verheiratete, zusammenlebende Paare, 8,5 Prozent waren allein erziehende Mütter, 27,9 Prozent waren keine Familien, 24,7 Prozent waren Singlehaushalte und in 11,4 Prozent lebten Menschen im Alter von 65 Jahren oder darüber. Die Durchschnittshaushaltsgröße betrug 2,52 und die durchschnittliche Familiengröße lag bei 3,00 Personen.
Auf das gesamte County bezogen setzte sich die Bevölkerung zusammen aus 26,0 Prozent Einwohnern unter 18 Jahren, 8,3 Prozent zwischen 18 und 24 Jahren, 27,3 Prozent zwischen 25 und 44 Jahren, 22,9 Prozent zwischen 45 und 64 Jahren und 15,5 Prozent waren 65 Jahre alt oder darüber. Das Durchschnittsalter betrug 38 Jahre. Auf 100 weibliche Personen kamen 95,5 männliche Personen. Auf 100 Frauen im Alter von 18 Jahren oder älter kamen statistisch 92,4 Männer.
Das jährliche Durchschnittseinkommen eines Haushalts betrug 39.497 USD, das Durchschnittseinkommen der Familien betrug 46.503 USD. Männer hatten ein Durchschnittseinkommen von 32.377 USD, Frauen 23.859 USD. Das Prokopfeinkommen betrug 18.293 USD. 4,2 Prozent der Familien und 5,5 Prozent der Bevölkerung lebten unterhalb der Armutsgrenze. Davon waren 5,8 Prozent Kinder oder Jugendliche unter 18 Jahre und 4,0 Prozent waren Menschen über 65 Jahre.

## Orte im Van Wert County

### Städte
- Delphos
- Van Wert

### Dörfer
| - Convoy - Elgin - Ohio City | - Middle Point - Scott - Venedocia | - Willshire - Wren |

### Townships
| - Harrison Township - Hoaglin Township - Jackson Township - Jennings Township | - Liberty Township - Pleasant Township - Ridge Township - Tully Township | - Union Township - Washington Township - Willshire Township - York Township |